# Ingalena Heuck
Ingalena Heuck (* 8. September 1986 in Starnberg) ist eine ehemalige deutsche Langstreckenläuferin.

## Werdegang
2005 wurde Ingalena Heuck Deutsche Jugendmeisterin im Crosslauf. 2008 wurde sie Deutsche U23-Meisterin über 5000 und 10.000 Meter sowie im 10-km-Straßenlauf und im Erwachsenenbereich wurde sie deutsche Vizemeisterin über 5000 Meter.
Im Jahr darauf wurde sie Dritte beim Altötting-Halbmarathon und Zweite bei den Deutschen Meisterschaften im 10-km-Straßenlauf, und 2010 wurde sie zunächst Dritte bei den Deutschen Meisterschaften im Crosslauf und errang dann ihren ersten nationalen Titel über die Halbmarathondistanz. Einen Monat später wurde sie bei den Deutschen 10.000-Meter-Meisterschaften Dritte.
Ingalena Heuck hat von September 2007 bis April 2011 bei Pierre Ayadi (LG Olympia Dortmund) trainiert und sie wurde seit Mai 2011 von Dan Lorang betreut. Seit 2008 startete sie für die LG Stadtwerke München (zuvor für die LG Würm Athletik und den TSV Gräfelfing).
Im November 2011 hat sie ihr Studium der Sportwissenschaft an der TU München beendet. Ihre Diplomarbeit schrieb sie über die „Ernährung von Freizeit-Marathonläufern unter besonderer Betrachtung von Vitamin C und Immunsystem“. Hierzu untersuchte sie Daten, die im Rahmen der Be-MaGIC-Studie erfasst wurden.
Im Februar 2013 erklärte sie, sich aufgrund anhaltender Fußprobleme aus dem Leistungssport zurückzuziehen.
Im Mai 2015 gewann sie in München mit 49,54 km den Wings for Life World Run.

## Persönliche Bestzeiten
- 5000 m: 16:29,96 min, 17. Juni 2009, Karlsfeld
- 10.000 m: 33:30,25 min, 1. Mai 2010, Ohrdruf
- 10-km-Straßenlauf: 34:00 min, 12. September 2009, Otterndorf
- Halbmarathon: 1:14:54 h, 18. April 2010, Bad Liebenzell

## Veröffentlichungen
- Ingalena Heuck: Der Marathon Coach – Vom Einstieg bis zum Marathon in 25 Wochen. Abreißkalender zur Marathonvorbereitung, teNeues-Verlag 2011 ISBN 978-3-83274-835-7 (Rezension)